# أرتور خيمينيز بورخا
أرتور خيمينيز بورخا (بالإسبانية: Arturo Jiménez Borja) هو مؤرخ بيروفي، ولد في 21 يوليو 1908، وتوفي في 2000.